# Філіпп Ванде Валле
Філіпп Ва́нде Ва́лле (нід. Philippe Vande Walle, нар. 22 грудня 1961, Гозі) — бельгійський футболіст, що грав на позиції воротаря. По закінченні ігрової кар'єри — футбольний тренер.
Виступав, зокрема, за клуби «Брюгге», «Льєрс» та «Жерміналь-Екерен», а також національну збірну Бельгії.

## Клубна кар'єра
У дорослому футболі дебютував 1979 року виступами за команду клубу «Шарлеруа», в якій провів один сезон, взявши участь лише у 7 матчах чемпіонату.
Своєю грою за цю команду привернув увагу представників тренерського штабу клубу «Брюгге», до складу якого приєднався 1980 року. Відіграв за команду з Брюгге наступні десять сезонів своєї ігрової кар'єри. Перші п'ять років, проведених у складі клубу, був основним воротарем команди, а пізніше поступився місцем у рамці воріт Дані Верліндену. За десять сезонів, проведених за «Брюгге», двічі ставав чемпіоном Бельгії, тричі — володарем Суперкубку країни, та ще один раз — володарем національного кубку.
1990 року уклав контракт з клубом «Жерміналь-Екерен», у складі якого провів наступні сім років своєї кар'єри гравця. Більшість часу, проведеного у складі «Жерміналь-Екерена», був основним голкіпером команди. Окрім успішної гри у воротах команди, був ще й вправним пенальтистом, відзначившись 14 забитими м'ячами у чемпіонаті Бельгії. У складі «Жерміналь-Екерена» Ванде Валлє ще по одному разу став володарем кубку та Суперкубку Бельгії у 1997 році.
Згодом з 1997 по 1999 рік грав у складі команд клубів «Льєрс» та «Ендрахт».
Завершив професійну ігрову кар'єру у клубі «Брюгге», у складі якого вже виступав раніше. Прийшов до команди 1999 року, захищав її кольори до припинення виступів на професійному рівні у 2000.

## Виступи за збірну
1996 року дебютував в офіційних матчах у складі національної збірної Бельгії. Протягом кар'єри у національній команді, яка тривала 4 роки, провів у формі головної команди країни лише 8 матчів.
У складі збірної був учасником чемпіонату світу 1998 року у Франції.

## Кар'єра тренера
Розпочав тренерську кар'єру відразу ж по завершенні кар'єри гравця, 2000 року, ставши тренером воротарів клубу «Гент». Із 2004 до 2009 року працював у іншому бельгійському клубі — «Шарлеруа», спочатку на посаді тренера воротарів, а у 2007—2008 роках на посаді головного тренера. У 2009—2012 роках працював тренером воротарів клубів «Кортрейк» та «Монс». З 2012 до 2013 року працював тренером воротарів у футбольному клубі «Брюгге». З 2014 до 2016 року працював тренером воротарів у клубі «Мехелен». З 2016 року працює в клубі «Стандард» (Льєж), спочатку тренером воротарів, а з 2017 року тренером молодіжної команди.

## Титули і досягнення
- Чемпіон Бельгії (2):

«Брюгге»: 1987-88, 1989-90
- Володар Кубка Бельгії (2):

«Брюгге»: 1985-86
«Жерміналь-Екерен»: 1996-97
- Володар Суперкубка Бельгії (4):

«Брюгге»: 1980, 1986, 1988
«Лірс»: 1997